# Kunturiri (Los Andes)
Kunturiri (aymara kunturi kondor, -(i)ri suffix, också Condoriri) är ett berg i Bolivia.   Det ligger i departementet La Paz, i den västra delen av landet, 500 km nordväst om huvudstaden Sucre. Toppen på Kunturiri är 5 648 meter över havet.
Terrängen runt Kunturiri är huvudsakligen kuperad, men åt nordost är den bergig. Trakten är glest befolkad. 